# Майерлинг (фильм, 1936)
«Ма́йерлинг» (фр. Mayerling) — чёрно-белый исторический кинофильм режиссёра Анатоля Литвака, поставленный в 1936 году по одноимённому роману Клода Ане (фр.). В главных ролях — Шарль Буайе и Даниэль Дарьё. Премьера фильма состоялась 31 января 1936 года.

## Сюжет
Фильм основан на реальных исторических событиях и романе Клода Ане. Действие происходит в Австрии, в Вене и её окрестностях в конце 1880-х годов. Кронпринц Рудольф — единственный сын австрийского императора Франца Иосифа I и императрицы Елизаветы, наследник трона Австро-Венгерской империи. Но ему всё это не нужно, государственные дела давят на него непосильной ношей. Рудольф участвует в заговоре на стороне Венгрии, полиция шпионит за каждым его шагом. Семейная жизнь с эрцгерцогиней Стефанией, брак с которой был заключён по политическим причинам, тоже не приносит радости. Кронпринц устал от такой жизни и чувствует себя одиноким и подавленным. Он ищет забвения в развлечениях, алкоголе, мимолётных связях с женщинами. Однажды Рудольфа знакомят с 17-летней очаровательной баронессой Марией Вечерой, которая страстно влюбляется в него. Искренняя любовь и сочувствие девушки благотворно влияют на Рудольфа, и постепенно он отвечает ей взаимностью. Влюблённые хотят быть вместе, но это не входит в планы Габсбургов. Не видя другого выхода, Рудольф и Мария совершают самоубийство в небольшом охотничьем замке Майерлинг 30 января 1889 года.

## В ролях
- Шарль Буайе — кронпринц Рудольф
- Даниэль Дарьё — Мария Вечера
- Марта Ренье — баронесса Вечера
- Иоланда Лаффон — эрцгерцогиня Стефания
- Сюзи Прим — графиня Лариш
- Джина Мане — Маринка
- Одетта Талазак — кормилица Марии
- Нан Жермон — Анна Вечера
- Ася Норис — кузина Марии
- Жан Дакс — император Франц Иосиф I
- Габриель Дорзиа — императрица Елизавета
- Жан Дебюкур — граф Тааффе
- Андре Дюбо — Лошек, камердинер Рудольфа
- Рене Бержерон — Мауриций Шепс
- Владимир Соколов — шеф полиции
- Раймон Эмос — первый полицейский
- Андре Симеон — второй полицейский
- Андре Фуше — Жорж Вечера, брат Марии
- Жан-Луи Барро — студент (в титрах не указан)

## Съёмочная группа
- Режиссёр: Анатоль Литвак
- Продюсер: Сеймур Небенцаль
- Сценаристы: Марсель Ашар (диалоги, в титрах не указан), Жозеф Кессель (диалоги), Ирма фон Кубе (адаптация) по одноимённому роману Клода Ане
- Операторы: Жан Иснард, Арман Тирар
- Композиторы: Артюр Онеггер, Морис Жобер, Ганс Май
- В фильме использована музыка композиторов Петра Ильича Чайковского, Иоганна Штрауса, Карла Вебера
- Художник-постановщик: Серж Пименофф
- Художники: Андрей Андреев, Роберт Хьюберт
- Художник по костюмам: Юрий Анненков
- Монтажёр: Анри Руст

## Номинации
- 1936 — номинация на Кубок Муссолини на Венецианском кинофестивале

## Издание на видео
- Во Франции неоднократно выпускался на DVD.
- В России на DVD выпущен 19 апреля 2010 года фирмой «Светла».

## Другие экранизации
Трагические события в Майерлинге неоднократно привлекали внимание кинематографистов:
- 1949 — чёрно-белый кинофильм «Тайна Майерлинга», производство Франции, режиссёр Жан Деланнуа, в ролях Жан Маре и Доминик Бланшар.
- 1957 — телефильм «Майерлинг», тоже поставленный Анатолем Литваком, производство США, в ролях Одри Хепбёрн и Мел Феррер.
- 1968 — цветной кинофильм «Майерлинг», совместное производство Франции—Великобритании, режиссёр Теренс Янг, в ролях Омар Шариф и Катрин Денёв.
- 2006 — цветной телефильм «Кронпринц Рудольф», совместное производство Австрии—Германии—Франции—Италии, режиссёр Роберт Дорнхельм, в главной роли Макс фон Тун.